# Galantnost
Galantnost je způsob chování muže k ženě, také rytířskost, dvornost. Uhlazené, dvorné a pozorné chování k ženě. V historii, zvláště v 17. století životní styl aristokratické společnosti.  Soubor pravidel zdvořilého chování, forma způsobu jak přistupovat k ženě. Mívá také význam svádění, muž tlumí svou agresi a žena má možnost vyhnout se ponížení.
Galantností se rozumí jak slovní projev, tak pravidla jako dávat ženě přednost, pomáhat tam, kde je žena v nevýhodě, ochraňovat ji, ale i způsob duchaplné konverzace mezi mužem a ženou.

## Galantnost v historii

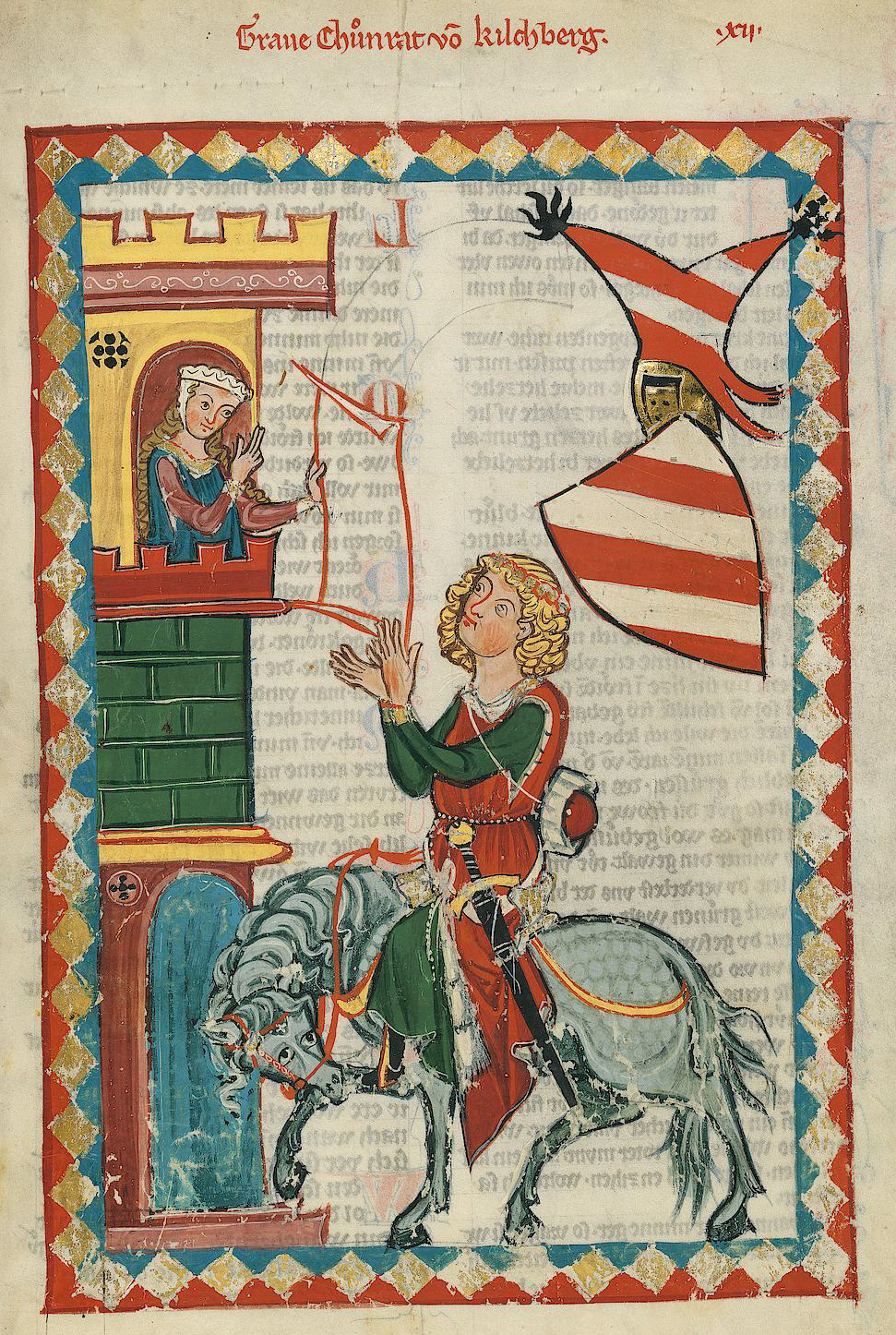
Codex Manesse - Trubadúr podává ženě milostnou báseň

### Dvorská láska ve XII. století
Evropa, a zvláště Francie zažívala ve dvanáctém století změnu pohledu na ženy. Ve feudálním věku stály ženy mimo požadavků na muže. Ten mohl být rytířem, klerikem, nebo se živit prací. Žena měla funkci rodit děti, musela se vdát, poté se mohla podílet na hospodářské funkci manželství. Neprovdanou ženu čekal v lepším případě osud trpěné příbuzné, nebo klášter. Vdova mohla někdy pokračovat v řemesle manžela, což se dělo dosti často. Aristokratka i žena z lidu měly málo možností, jak změnit svůj úděl. Jediná možnost pro ženu, která toužila po vzdělání či vymanit se z manželství byl klášter. To se však týkalo jen žen urozených. 
Ve XII. století se  na dvorech panovníků se rozšířil názor, že urozené ženě patří obdiv a bezvýhradná láska. Vznikají literární díla o dvorské lásce a byla navrhována pravidla chování muže k ženě. Hlavní principy této ideální lásky se popisují v díle, které sepsal André de Chapelaine:  "Traité de l´amour" (Pojednání o lásce). Autor byl klerikem u dvora dcery královny Eleonory Akvitánské, Marie de Champagne. Zde vznešená dáma vysvětluje muži z lidu, jak se má chovat, aby si zasloužil její lásku. Kniha obsahuje 12 maxim, ve kterých  autor předkládá pravidla dvorské lásky. Populární se staly  " soudy lásky". V podstatě to byla dvorská zábava kruhu žen, kde se probírala pravidla lásky a chování zamilovaných, formou pojednání, odpovědí na otázky a diskuze. Tato "móda" se šířila po Evropě. Kurtoazní literatura, poezie i jednodušší díla se stala oblíbenými a požadavky na dvorné chování ze strany žen stoupaly. Muž, který chtěl být hoden lásky, měl být štědrý, musel milovat podle pravidel kurtoazie, měl ctít svého pána, ctít Boha, být pokorný, nesměl lhát, musel být odvážný a smělý, musel milovat jen jednu ženu. Tato dvorská láska se netýkala manželství. Často byla platonická. Dvornost byla věcí nikoli urozenosti, ale způsobů, výchovy a jemnosti. Tak se vlastně obracela  pozornost od ideálu středověku rytíře také k ženě. Tyto názory urozených žen a mužů, kteří se jim dvořili, však nic nezměnily na sociální postavení ženy ve feudální společnosti.

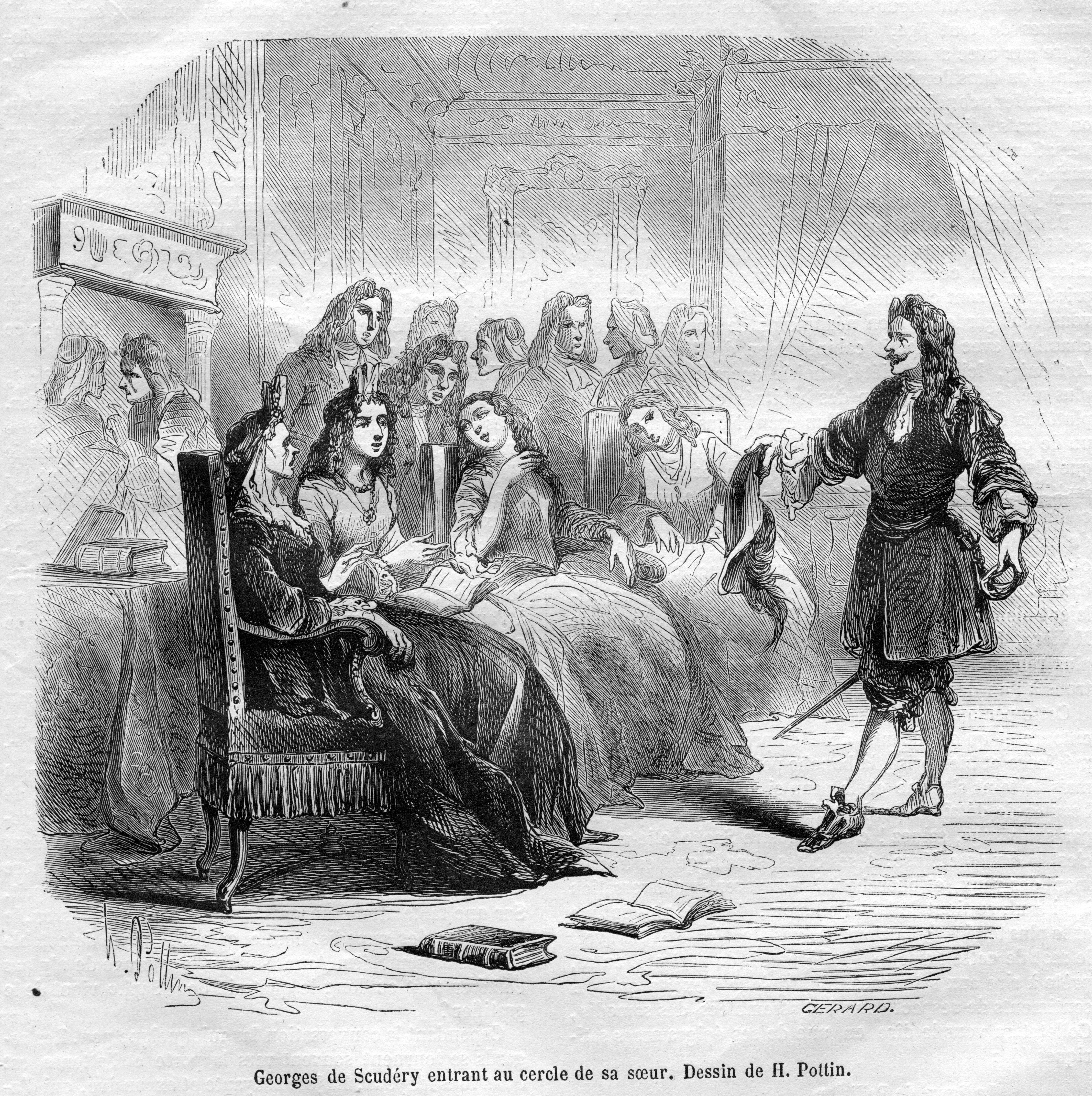
Georges de Scudéry, mezi preciózkami kolem jeho sestry

### Preciózky a galantnost jako životní styl XVII. století
V sedmnáctém století, jak se měnila společnost, přestaly být ideály dvorské lásky aktuální. Objevilo se opět úsilí žen uniknout podřízenosti. V Paříži se kolem slečny de Scudéry shromáždila skupina žen, které si říkaly preciózky. Vyznačovaly se odmítáním úlohy žen, dnes bychom řekli feminismem. Byly to ženy přepjaté, ale vzdělané, chtěly nově vymezit lásku a považovaly ženy za oběti mužů. Preciozita se nestala masovým názorem a pro svou vyumělkovanost a přepjatost se stala díky Moliérovi  směšnou. Ale  přece se ženy v pohnuté době Frondy dostaly do politiky, ovlivňovaly dění a získávaly sebevědomí. Některé požadavky preciózek ovlivnily chování žen i mužů.
U dvora Ludvíka XIV. se začal rozvíjet styl zvaný galantnost. Král byl mladý, po smrti ministra Mazarina odhodlaný vládnout sám a mladý byl i jeho dvůr. Král sám udával jak se mají muži chovat k dámám. Zdvořile a galantně se choval ke každé ženě, dokonce i k neurozené. Když seděl u stolu a kolem šla komorná, povstal a smekl klobouk. Díky galantnosti se ženy učily jak se zapojit do společnosti, do rozhovorů. Učily se být vtipné a mluvit o všech tématech. Nebyly nezávislé, ale mohly svobodně vyjádřit své touhy i názory. V galantní komunikaci mezi mužem a ženou šlo o to se zalíbit, být duchaplný, pohotový. Muž musel projevovat ženě úctu, žena se zkušenostmi stávala schopnou porozumět "mužským tématům". Vládnou lichotky, uznání, půvabné poklony a erotika. Ženy se chtěly všeho zúčastnit a tato touha se naplnila v 18. století. Zejména ve Francii se stala společnost smíšenou. Už se neoddělovali muži od žen a ženy od mužů.  Svoboda žen rostla spolu s projevováním úcty k ženské cnosti. Tento životní styl aristokratické společnosti začal pronikat i do vrstev buržoazních. V XVIII. století se objevili názory, které galantnost zavrhovaly. Přesto galantnost přežila Francouzskou revoluci.

## Galantnost v současnosti
Galantnost  v původním pojetí XII. a XIII. století nepřežila dobu, kdy se  ženy zapojily do pracovního procesu, kdy si vydobyly práva na vzdělání, právo volební. Panenství, dobré jméno, ohledy a bohatství získané svatbou začaly ženy odmítat. Odmítaly i galantnost jako masku, jako cosi směšného. Duch feminismu jim propůjčoval pověst rebelek. Galantní lež a tradiční gesta se stala útokem na ženskou samostatnost. Přesto je vzpomínka na dámu ještě živá. Podle některých názorů žena pracující po boku mužů v továrně či kanceláři galantnost, dokonce i zdvořilost nevyžaduje, často ani nepřijímá.
Nicméně odborníci v oblasti etikety sice konstatují rozvolnění starších pravidel a změnu postavení ženy, považují však za nevhodné, kdyby galantnost vymizela.